# Saint-Ludger
Pour les articles homonymes, voir Ludger (homonymie).
Saint-Ludger est une municipalité du Québec située dans la MRC du Granit en Estrie.

## Toponymie
Elle est nommée en l'honneur de Ludger d'Utrecht, premier évêque de Münster au IXe siècle. 
« La nouvelle municipalité de Saint-Ludger a été créée le 25 février 1998. Elle est issue du regroupement de la municipalité du village de Saint-Ludger, de la municipalité de Risborough et de la municipalité du canton de Gayhurst-Partie-Sud-Est ».

## Histoire

### Chronologie
- 11 avril 1900 : Érection des cantons unis de Risborough et de Marlow
- 1er janvier 1905 : Érection de la municipalité de Gayhurst.
- 19 août 1921 : Érection du village de Saint-Ludger.
- 15 mars 1969 : Les cantons unis de Risborough et Marlow devient les cantons unis de Risborough et de Marlow-Partie. La municipalité de Gayhurst devient le canton de Gayhurst-Partie-Sud-Est.
- 3 octobre 1992 : Les cantons unis de Risborough et Marlow-Partie qui devient la municipalité de Risborough.
- 25 février 1998 : Fusion du village de Saint-Ludger, de la municipalité de Risborough et du canton de Gauhurst-Partie-Sud-Est et création de la municipalité de Saint-Ludger.

## Géographie
Les Chaudière et Rivière Samson traversent la municipalité du sud au nord jusqu'à leur confluence au nord-ouest.
Elle est traversée par la route 204.

## Démographie
| 1996  | 2001  | 2006  | 2011  | 2016  | 2021  |
| ----- | ----- | ----- | ----- | ----- | ----- |
| 1 302 | 1 203 | 1 197 | 1 255 | 1 071 | 1 074 |

## Administration
Les élections municipales se font en bloc pour le maire et les six conseillers.
| Saint-Ludger Maires depuis 2002                                                                                      |                            |         |          |
| Élection | Maire                      | Qualité | Résultat |
| 2002 | Félix Destrijker           |         | Voir     |
| 2005 | Félix Destrijker           | Voir    |          |
| 2009 | Diane Roy                  |         | Voir     |
| 2013 | Aucun candidat à la mairie |         | Voir     |
| 2017 | Bernard Therrien           |         | Voir     |
| 2021 | Denis Poulin               |         | Voir     |
| Élection partielle en italique Depuis 2005, les élections sont simultanées dans toutes les municipalités québécoises |                            |         |          |